# كيانو مارش براون
كيانو ماركيل مارش براون (بالإنجليزية: Keanu Marqheal Marsh-Brown)‏ المعروف باسم كيانو مارش براون (ولد في 10 أغسطس 1992 في هامرسميث، إنجلترا) لاعب كرة قدم دولي غياني (حامل للجنسية الإنجليزية أيضا) يجيد اللعب في مركز الجناح الأيمن وبدرجة أقل الجناح الأيسر والمهاجم. يلعب حاليا لصالح الاتحاد الذي ينافس في دوري الدرجة الثانية البحريني منذ 2022.

## المسيرة الرياضية

### الأندية
في عام 2002 وعندما كان يبلغ من العمر عشر سنوات انضم براون إلى أكاديمية أرسنال الإنجليزي حيث قضى فيها سنتين.
في عام 2004 وعندما كان يبلغ من العمر 12 سنة انضم براون إلى أكاديمية فولهام الإنجليزي وقضى فيها خمس سنوات.
في 1 يوليو 2009 تم تصعيد براون إلى رديف فولهام وظل حبيس دكة الاحتياط لمدة موسم ونصف.
في 1 يناير 2011 انتقل براون من رديف فولهام إلى ميلتون كينز دونز الإنجليزي (الدرجة الثالثة) بنظام الإعارة حتى نهاية الموسم. في موسمه الأول 2010-2011 وفي بطولة الدوري الإنجليزي الدرجة الأولى 2010–11 ساهم براون في احتلال ميلتون كينز دونز المركز الخامس برصيد 76 نقطة لينتقل إلى ملحق الصعود حيث خسر في الدور النصف النهائي من بيتربورو يونايتد 3-4 في مجموع المباراتين. انتهت الإعارة في 30 يونيو 2011.
في 1 أغسطس 2011 انتقل براون من رديف فولهام إلى دندي يونايتد الإسكتلندي (الدرجة الممتازة) بنظام الإعارة لمدة شهر واحد. في بطولة الدوري الاسكتلندي الممتاز 2011–12 ساهم براون في حصد دندي يونايتد نقطتين في 4 مباريات. انتهت الإعارة في 31 أغسطس 2011.
في 1 نوفمبر 2011 تم فسخ العقد بين رديف فولهام وبراون.
في 1 يناير 2012 انضم براون إلى أولدهام أثلتيك الإنجليزي (الدرجة الثالثة) في صفقة انتقال حر. في موسمه الأول 2011-2012 وفي بطولة الدوري الإنجليزي الدرجة الأولى 2011–12 ساهم براون في احتلال أولدهام أثلتيك المركز السادس عشر برصيد 54 نقطة بفارق 11 نقطة عن منطقة الهبوط. وفي بطولة كأس الاتحاد الإنجليزي 2011–12 خرج أولدهام أثلتيك من مباراته الأولى عندما خسر من ليفربول 1-5.
في 1 يوليو 2012 انتقل براون من أولدهام أثلتيك إلى يوفل تاون الإنجليزي في صفقة انتقال حر. في موسمه الأول 2012-2013 وفي بطولة الدوري الإنجليزي الدرجة الأولى 2012–13 ساهم براون في حصد يوفل تاون 36 نقطة في 23 مباراة. وفي بطولة كأس الاتحاد الإنجليزي 2012–13 ساهم في وصول يوفل تاون إلى الدور الثالث عندما خسر من بريستون نورث إيند (الدرجة الثالثة) 0-3. وفي بطولة كأس رابطة الأندية الإنجليزية المحترفة 2012–13 ساهم في وصول توفل تاون إلى الدور الثاني عندما خسر من وست بروميتش ألبيون (الدرجة الممتازة) 2-4. تم فسخ العقد بينهما في 25 يناير 2013.
في 28 مارس 2013 انضم براون إلى بارنت الإنجليزي (الدرجة الرابعة) في صفقة انتقال حر. في موسمه الأول 2012-2013 وفي بطولة الدوري الإنجليزي الدرجة الثانية 2012–13 ساهم براون في حصد بارنت 7 نقاط في 6 مباريات وبالتالي احتل في نهاية المطاف المركز 23 قبل الأخير برصيد 51 نقطة بفارق الأهداف عن منطقة الأمان وبالتالي هبط إلى دوري المئتمر (الدرجة الخامسة).
في موسمه الثاني 2013-2014 وفي بطولة دوري المؤتمر ساهم براون في احتلال بارنت المركز الثامن برصيد 70 نقطة بفارق 7 نقاط عن صاحب المركز الخامس هاليفاكس تاون المؤهل إلى تصفيات الصعود. وفي بطولة كأس الاتحاد الإنجليزي 2013–14 ساهم في وصول بارنت إلى الدور الثالث عندما خسر من بريستون نورث إيند بسداسية نظيفة.
في موسمه الثالث والأخير 2014-2015 وفي بطولة دوري المؤتمر ساهم براون في تتويج بارنت بالبطولة بعدما تصدر الترتيب برصيد 92 نقطة بفارق نقطة واحدة عن وصيفه بريستول روفيرز ليحقق براون أولى بطولاته الشخصية. وفي بطولة كأس الاتحاد الإنجليزي 2014–15 ساهم في وصول بارنت إلى الدور الثالث عندما خسر من ويكمب وندررز (الدرجة الرابعة) 1-3.
في 15 يوليو 2015 انتقل براون من بارنت إلى فوريست غرين الإنجليزي (الدرجة الخامسة) في صفقة انتقال حر. في موسمه الأول 2015-2016 وفي بطولة دوري المؤتمر ساهم براون في احتلال فوريست غرين المركز الثاني برصيد 89 نقطة بفارق 12 نقطة عن البطل والصاعد مباشرة إلى الدرجة الرابعة تشيلتنهام تاون وبالتالي يتأهل إلى ملحق الصعود حيث فاز في الدور النصف النهائي على دوفر أثليتيك 2-1 في مجموع المباراتين ليتأهل إلى المباراة النهائية لملحق الصعود حيث خسر من غريمسبي تاون 1-3 وكان براون سجل هدف فريقه الوحيد في هذه المباراة. وفي بطولة كأس الاتحاد الإنجليزي 2015–16 ساهم في وصول فوريست غرين إلى الدور الرابع عندما خسر من أكسفورد يونايتد (الدرجة الرابعة) بهدف نظيف.
في موسمه الثاني 2016-2017 وفي بطولة دوري المؤتمر ساهم براون في احتلال فوريست غرين المركز الثالث برصيد 86 نقطة بفارق 13 نقطة عن البطل والصاعد مباشرة إلى الدرجة الرابعة لينكولن سيتي وباالتالي انتقل للعب في تصفيات الصعود حيث تغلب في الدور النصف النهائي على داغينهام وريدبريدج 3-1 في مجموع المباراتين حيث سجل براون هدف في مباراة الإياب وفيث المباراة النهائية تغلب فوريست غرين على ترانمير روفرز 3-1 ليصعد فوريست غرين إلى الدرجة الرابعة. وفي بطولة كأس الاتحاد الإنجليزي 2016–17 خرج فوريست غرين من مباراته الأولى عندما خسر من ساتون يونايتد (الدرجة الخامسة) 1-2.
في موسمه الثالث 2017-2018 وفي بطولة الدوري الإنجليزي الدرجة الثانية 2017–18 ساهم براون في حصد فوريست غرين 37 نقطة من 37 مباراة. وفي بطولة كأس الاتحاد الإنجليزي 2017–18 ساهم في وصول فوريست غرين إلى الدور الرابع عندما خسر من إكزتر سيتي (الدرجة الرابعة) 1-2. وفي بطولة كأس رابطة الأندية الإنجليزية المحترفة 2017–18 ساهم في وصول فوريست غرين إلى الدور الثمن النهائي عندما خسر من يوفل تاون (الدرجة الرابعة) بهدفين نظيفين.
في 15 مارس 2018 انتقل براون من فوريست غرين إلى دوفر أثليتيك الإنجليزي (الدرجة الخامسة) بنظام الإعارة حتى نهاية الموسم. في موسمه الأول 2017-2018 وفي بطولة دوري المؤتمر ساهم براون في حصد دوفر أثليتيك 13 نقطة في 9 مباريات ليحتل في نهاية المطاف المركز الثامن برصيد 73 نقطة بفارق الأهداف عن صاحب المركز السابع فيلد المؤهل إلى تصفيات الصعود. انتهت الإعارة في 30 يونيو 2018.
في 1 يوليو 2018 انتقل براون من فوريست غرين إلى نيوبورت كونتي الإنجليزي (الدرجة الرابعة) في صفقة انتقال حر. في موسمه الأول 2018-2019 وفي بطولة الدوري الإنجليزي الدرجة الثانية 2018–19 ساهم براون في احتلال نيوبورت كونتي المركز السابع برصيد 71 نقطة بفارق 14 نقطة عن البطل والصاعد مباشرة إلى الدرجة الثالثة لينكولن سيتي وبالتالي تأهل إلى تصفيات الصعود حيث في الدور النصف النهائي تغلب على مانسفيلد تاون بركلات الترجيح بعد تعادلهما 1-1 في مجموع المباراتين وفي المباراة النهائية لملحق الصعود خسر نيوبورت كونتي من ترانمير روفرز بهدف نظيف في الوقت الإضافي. وفي بطولة كأس الاتحاد الإنجليزي 2018–19 ساهم في وصول نيوبورت كونتي إلى الدور الثمن النهائي عندما خسر مانشستر سيتي (الدرجة الممتازة) 1-4. وفي بطولة كأس رابطة الأندية الإنجليزية المحترفة 2018–19 ساهم في وصول نيوبورت كونتي إلى الدور 32 عندما خسر من تشيلتنهام تاون (الدرجة الرابعة) بركلات الترجيح.
في موسمه الثاني 2019-2020 وفي بطولة الدوري الإنجليزي الدرجة الثانية 2019-20 ساهم براون في حصد نيوبورت كونتي 33 نقطة في 27 مباراة. وفي بطولة كأس الاتحاد الإنجليزي 2019–20 ساهم في وصول نيوبورت كونتي إلى الدور الثالث عندما خسر من ميلوول (الدرجة الثانية) 0-3. وفي بطولة كأس رابطة الأندية الإنجليزية المحترفة 2019–20 ساهم في وصول نيوبورت كونتي إلى الدور الربع النهائي عندما تغلب على ميلتون كينز دونز (الدرجة الثالثة) بثلاثية نظيفة في الدور الثمن النهائي.
في 17 يناير 2020 انتقل براون من نيوبورت كونتي إلى ممفيس 901 الأمريكي (الدرجة الثانية) في صفقة انتقال حر. في موسمه الأول 2020 وفي بطولة دوري الولايات المتحدة - البطولة ساهم براون في احتلال ممفيس 901 المركز الرابع الأخير في المجموعة السابعة برصيد 16 نقطة من 15 مباراة وفي الجدول العام للمجموعة الشرقية احتل ممفيس 901 المركز الحادي عشر برصيد 16 نقطة بفارق تسع نقاط عن صاحب المركز الثامن سانت لويس المؤهل إلى الدور الربع النهائي للمجموعة الشرقية (الدور الثمن النهائي لبطولة الدوري ككل.
في 1 يناير 2021 انتقل براون من ممفيس 901 إلى غلوستر سيتي الإنجليزي (الدرجة السادسة) في صفقة انتقال حر. في بطولة الدوري الوطني ساهم براون في حصد غلوستر سيتي 5 نقاط في 3 مباريات محتلا المركز الأول في المجموعة الشمالية برصيد 35 نقطة بفارق 5 نقاط ومتقدما بثلاث مباريات عن مطارده فيلد. في 20 فبراير 2021 تم إلغاء باقي مباريات البطولة بسبب انتشار جائحة كورونا ولم يتم صعود أو هبوط أي فريق.
في 10 أبريل 2021 انتقل براون من غلوستر سيتي إلى ريكسهام الإنجليزي (الدرجة الخامسة) في صفقة انتقال حر. في بطولة دوري المؤتمر ساهم براون في حصد ريكسهام 21 نقطة في 10 مباريات ليساهم في احتلال ريكسهام المركز الثامن برصيد 68 نقطة بفارق نقطة واحدة عن صاحب المركز السابع بروملي المؤهل إلى تصفيات الصعود. انتهى العقد الذي يربط بينهما في 30 يونيو 2021.
في 24 أغسطس 2021 انضم براون إلى الرفاع الشرقي البحريني (الدرجة الممتازة) في صفقة انتقال حر. في بطولة الدوري الممتاز ساهم في جمع فريقه 9 نقاط في 7 مباريات ليحتل المركز الثالث. وفي بطولة كأس ملك البحرين ساهم في وصول فريقه إلى الدور النصف النهائي بعدما تغلب على المنامة 5-4 بركلات الترجيح في الدور الربع النهائي. وفي بطولة كأس الاتحاد البحريني ساهم في جمع فريقه 13 نقطة من 9 مباريات. وفي بطولة كأس السوبر البحريني خسر فريقه من الرفاع 4-5 بركلات الترجيح. في 31 ديسمبر 2021 تم فسخ العقد بين الطرفين.
في 5 يناير 2022 انتقل مارش براون من الرفاع الشرقي إلى الاتحاد الذي يحتل وقتها المركز الرابع في دوري الدرجة الثانية البحريني في صفقة انتقال حر.

### المنتخبات
في 23 مارس 2019 شارك براون في أول مباراة دولية مع غيانا وكانت أمام بليز في تصفيات دوري أمم الكونكاكاف 2019–20 وانتهت بفوز غيانا 2-1 وبالتالي احتلال غيانا المركز الحادي عشر برصيد 7 نقاط من 4 مباريات وتم وضع غيانا في الدرجة الثانية.
شارك براون في بطولة كأس الكونكاكاف الذهبية 2019 حيث لعب براون جميع المباريات الثلاث لغيانا في المجموعة الرابعة حيث خسر من الولايات المتحدة 0-4 ومن بنما 2-4 وتعادل مع ترينيداد وتوباغو 1-1 ليحتل في نهاية المطاف المركز الثالث برصيد 1 نقطة بفارق 5 نقاط عن صاحب المركز الثاني بنما المؤهل إلى الدور الربع النهائي.
شارك براون في دوري أمم الكونكاكاف 2019–20 حيث وقع غيانا في المجموعة الثالثة في الدرجة الثانية ولعب براون خمس مباريات (الفوز على أروبا 1-0 و4-2 والتعادل مع جامايكا 1-1 والخسارة من جامايكا 0-4 ومن أنتيغوا وباربودا 1-2) من أصل ست مباريات وساهم في احتلال غيانا المركز الثاني برصيد عشر نقاط بفارق ست نقاط عن صاحب المركز الأول جامايكا المؤهل إلى الدرجة الأولى وبالتالي انتقل غيانا إلى تصفيات بطولة الكأس الذهبية.
شارك براون في الدور الأول من تصفيات كأس العالم 2022 (أمريكا الشمالية) حيث لعب جميع المباريات الأربع في المجموعة السادسة (فاز على الباهاماس 4-0 وخسر من ترينيداد وتوباغو وسانت كيتس ونيفيس 0-3 ومن بورتوريكو 0-2) ليحتل غيانا في نهاية المطاف المركز الرابع قبل الأخير برصيد 3 نقاط بفارق 6 نقاط عن المتصدر سانت كيتس ونيفيس المؤهل إلى الدور الثاني.
شارك براون في تصفيات كأس الكونكاكاف الذهبية 2021 حيث لعب مباراة الذهاب في الدور الأول وكانت أمام غواتيمالا وانتهت بالخسارة 0-4 ليخسر غيانا في نهاية المطاف 0-4 في مجموع المباراتين ويفشل في التأهل إلى نهاية البطولة.

## إحصائيات

### الأندية
| النادي                   | الموسم         | الدوري                | الدوري  | الدوري  | الكأس الوطني | الكأس الوطني | كأس الدوري | كأس الدوري | أخرى    | أخرى    | المجموع | المجموع |
| النادي                   | الموسم         | الدرجة                | مباريات | الأهداف | مباريات      | الأهداف      | مباريات    | الأهداف    | مباريات | الأهداف | مباريات | الأهداف |
| ------------------------ | -------------- | --------------------- | ------- | ------- | ------------ | ------------ | ---------- | ---------- | ------- | ------- | ------- | ------- |
| فولهام                   | 2009–10        | الدوري الممتاز        | 0       | 0       | 0            | 0            | 0          | 0          | 0       | 0       | 0       | 0       |
| فولهام                   | 2010–11        | الدوري الممتاز        | 0       | 0       | 0            | 0            | 0          | 0          | —       | —       | 0       | 0       |
| فولهام                   | 2011–12        | الدوري الممتاز        | 0       | 0       | 0            | 0            | 0          | 0          | 0       | 0       | 0       | 0       |
| فولهام                   | المجموع        | المجموع               | 0       | 0       | 0            | 0            | 0          | 0          | 0       | 0       | 0       | 0       |
| ميلتون كينز دونز (إعارة) | 2010–11        | الدرجة الأولى         | 17      | 2       | —            | —            | —          | —          | 2       | 0       | 19      | 2       |
| دندي يونايتد (إعارة)     | 2011–12        | الاسكتلندي الممتاز    | 1       | 0       | —            | —            | 0          | 0          | —       | —       | 1       | 0       |
| أولدهام أثلتيك           | 2011–12        | الدرجة الأولى         | 11      | 1       | —            | —            | 0          | 0          | 1       | 0       | 12      | 1       |
| يوفل تاون                | 2012–13 ‏       | الدرجة الأولى         | 21      | 1       | 1            | 0            | 2          | 1          | 3       | 0       | 27      | 2       |
| بارنت                    | 2012–13        | الدرجة الثانية        | 5       | 1       | —            | —            | —          | —          | —       | —       | 5       | 1       |
| بارنت                    | 2013–14        | درجة المؤتمر الممتازة | 38      | 11      | 2            | 1            | —          | —          | 2       | 1       | 42      | 13      |
| بارنت                    | 2014–15        | درجة المؤتمر الممتازة | 10      | 2       | 0            | 0            | —          | —          | 1       | 0       | 11      | 2       |
| بارنت                    | المجموع        | المجموع               | 53      | 14      | 2            | 1            | —          | —          | 3       | 0       | 58      | 15      |
| فوريست غرين              | 2015–16        | الدوري الوطني         | 43      | 8       | 3            | 1            | —          | —          | 4       | 2       | 50      | 11      |
| فوريست غرين              | 2016–17        | الدوري الوطني         | 33      | 10      | 0            | 0            | —          | —          | 3       | 1       | 36      | 11      |
| فوريست غرين              | 2017–18        | الدرجة الثانية        | 14      | 2       | 2            | 0            | 1          | 0          | 2       | 0       | 19      | 2       |
| فوريست غرين              | المجموع        | المجموع               | 90      | 20      | 5            | 2            | 1          | 0          | 9       | 3       | 105     | 24      |
| دوفر أثليتيك             | 2017–18        | الدوري الوطني         | 6       | 4       | —            | —            | —          | —          | —       | —       | 6       | 4       |
| نيوبورت كونتي            | 2018–19        | الدرجة الثانية        | 16      | 1       | 1            | 0            | 2          | 0          | 2       | 0       | 21      | 1       |
| نيوبورت كونتي            | 2019–20        | الدرجة الثانية        | 0       | 0       | 0            | 0            | 0          | 0          | 0       | 0       | 0       | 0       |
| نيوبورت كونتي            | المجموع        | المجموع               | 16      | 1       | 1            | 0            | 2          | 0          | 2       | 0       | 21      | 1       |
| ممفيس 901                | 2020           | البطولة               | 13      | 3       | —            | —            | —          | —          | —       | —       | 13      | 3       |
| غلوستر سيتي              | 2020–21        | دوري الشمال الوطني    | 5       | 1       | —            | —            | —          | —          | 1       | 0       | 6       | 1       |
| ريكسهام                  | 2020–21        | الدوري الوطني         | 3       | 0       | —            | —            | —          | —          | —       | —       | 3       | 0       |
| الرفاع الشرقي            | 2021–22        | الدوري الممتاز        | 6       | 1       | 2            | 0            | 9          | 0          | 1       | 0       | 18      | 1       |
| الإجمالي الكلي           | الإجمالي الكلي | الإجمالي الكلي        | 242     | 48      | 11           | 1            | 14         | 1          | 22      | 4       | 289     | 54      |

## الإنجازات

### الأندية
- بارنت
  - دوري المؤتمر (الدرجة الخامسة) (1): 2015/2014

## روابط خارجية
- كيانو مارش براون على موقع قاعدة بيانات كرة القدم.إي يو (الإنجليزية)
- كيانو مارش براون على موقع ناشيونال فوتبول تيمز (الإنجليزية)
- كيانو مارش براون على موقع Soccerbase.com (لاعب) (الإنجليزية)
- كيانو مارش براون على موقع Soccerway.com (الإنجليزية)
- كيانو مارش براون على موقع عالم كرة القدم.نت (الإنجليزية)